# ジェット・ジェット・ショー
『ジェット・ジェット・ショー』は、1965年8月3日から同年11月24日まで日本テレビ系列局で放送されていた日本テレビ製作のクイズ番組である。全日空の一社提供。

## 概要
サラリーマンをターゲットにしたショー形式のクイズ番組。正解数に応じて解答者それぞれの肩書が「社員」から「社長」までの6階級、つまり1問正解すると「社員」、2問正解すると「係長」というように昇格していき、それに応じて賞金も増えていくというルールで行われていた。問題は広く浅く、サラリーマンの一般常識程度のものが多かった。
収録は後楽園ホールで行われていた。

## 放送時間
いずれも日本標準時。
- 火曜 19:00 - 19:30 （1965年8月3日 - 1965年10月26日）
- 水曜 21:30 - 22:00 （1965年11月3日 - 1965年11月24日）

## 司会
- 赤木孝男（当時日本テレビアナウンサー）
- 末広啓子（当時日本テレビアナウンサー）

## 階級
1. 社員
2. 係長
3. 課長
4. 部長
5. 専務
6. 社長